# 尼科洛-亚历山德罗夫卡村委员会
尼科洛-亚历山德罗夫卡村委员会（俄语：Николо-Александровский сельсовет）是俄罗斯联邦阿穆尔州十月区所属的一个村委员会。其下辖有2个居民点，行政中心为尼科洛-亚历山德罗夫卡。据2016年统计，该村委员会的人口为659人。